# ISO 3166-2:GF
ISO 3166-2:GF — стандарт Международной организации по стандартизации, который определяет геокоды. Является подмножеством стандарта ISO 3166-2, относящимся к Гвиане.
Стандарт охватывает Гвиану. Геокод состоит из: кода Alpha2 по стандарту ISO 3166-1 для Гвианы — GF. Одновременно Гвиане присвоен геокод второго уровня — FR-GF как заморскому департаменту Франции. Геокод являются подмножеством кода домена верхнего уровня — GF, присвоенного Гвиане в соответствии со стандартами ISO 3166-1.

## Геокоды Гвианы
| Название | Alpha2 | Alpha3 | цифровой | Геокод по ISO 3166-2 | Статус                |
| -------- | ------ | ------ | -------- | -------------------- | --------------------- |
| Гвиана   | GF     | GUF    | 324      | FR-GF                | заморский департамент |

## Геокоды пограничных Гвиане государств
- Суринам (на западе),
- Бразилия (на юге, на востоке).